# Spogliami
Spogliami è un singolo discografico del gruppo musicale italiano Baustelle, pubblicato il 9 gennaio 2025.

## Descrizione
Il brano è il primo estratto dell'album El Galactico, pubblicato il 4 aprile 2025, e arriva a circa due anni di distanza dal disco precedente. 
A proposito del significato della canzone, Bianconi ha così dichiarato: 
(Francesco Bianconi)

## Tracce
1. Spogliami – 3:19 (testo: Francesco Bianconi, Diego Palazzo – musica: Francesco Bianconi, Diego Palazzo, Federico Nardelli)